# Trachypithecus phayrei shanicus
Trachypithecus phayrei shanicus é uma das 3 subespécies de Trachypithecus phayrei.

## Estado de conservação
Esta subespécie está listada como ameaçada pois estima-se que haja menos de 2500 indivíduos maduros e experiência um declíneo contínuo.